# Acontia sphaerophora
Acontia sphaerophora là một loài bướm đêm trong họ Noctuidae.